# Алтунян, Татул Тигранович
Татул Тигранович Алтунян (арм. Թաթուլ Ալթունյան; 15 октября 1901, Адана, Адана[…] — 29 ноября 1973, Ереван — армянский, советский дирижёр, хормейстер, музыковед-фольклорист, педагог, музыкальный деятель. Народный артист СССР (1965).

## Биография
Родился 2 (15) октября 1901 года в Адане (ныне в Турции).
С 1921 года учился в Ереванской музыкальной студии у Р. Меликяна, С. Меликяна, А. Тер-Гевондяна. В 1928 году окончил Ереванскую (класс С. А. Меликяна), а в 1934 — Ленинградскую консерваторию (класс А. А. Егорова).
В 1920-х годах — солист симфонического оркестра под управлением А. А. Спендиарова. В 1926 году был первым исполнителем большой партии гобоя в «Ереванских этюдах».
Основатель и художественный руководитель Государственной хоровой капеллы Армении (1937—1939, 1947—1949), Государственного ансамбля армянской народной песни и пляски (1938—1970) и Капеллы хорового общества Армении (1966—1969).
С 1934 года преподавал в Ереванской консерватории хоровое дирижирование (с 1953 — доцент, с 1971 — профессор).
Был активным собирателем и пропагандистом армянского музыкального фольклора. Записывал и обрабатывал армянские народные песни, автор многочисленных хоровых обработок («Армянские народные песни и пляски», т. 1, 1954-59; т. 2, 1958; т. 3, 1964).
В 1958—1973 — председатель Хорового общества Армении.
Член ВКП(б) с 1945 года. Депутат Верховного Совета Армянской ССР 5—7-го созывов.
Скончался 29 ноября 1973 года в Ереване. Похоронен на Тохмахском кладбище.

## Награды и звания
- Заслуженный деятель искусств Армянской ССР (1940)[7]
- Народный артист Армянской ССР (1945)
- Народный артист СССР (1965)
- Сталинская премия третьей степени (25000 рублей), за концертно-исполнительскую деятельность (1950)
- Орден Ленина (1956)
- Два ордена Трудового Красного Знамени (04.11.1939 — «за выдающиеся заслуги в деле развития армянского театрального и музыкального искусства», 1971)
- Орден Красной Звезды (1944)[8]
- Медали.

## Память

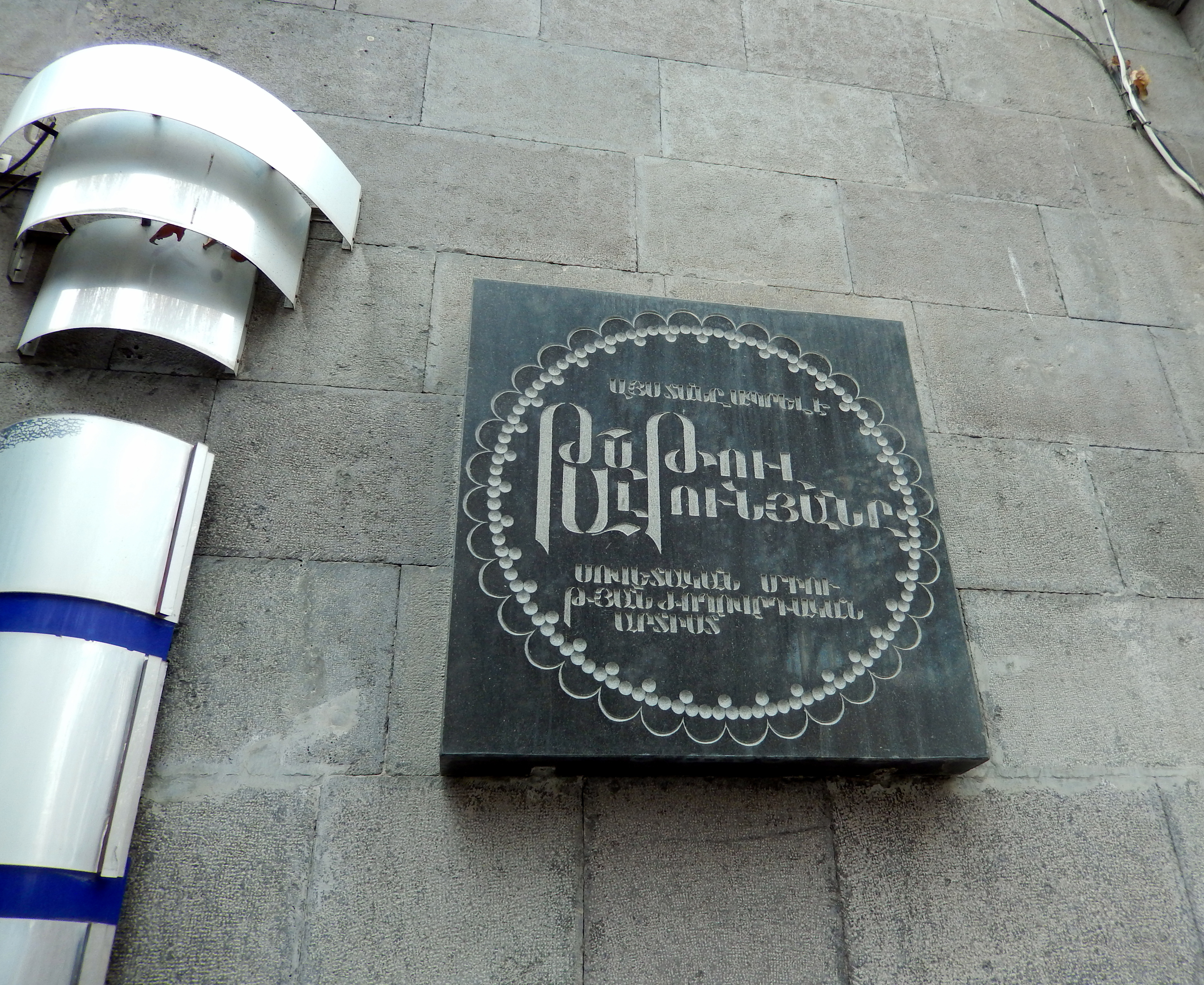
ул. Московян, 31

- Государственному ансамблю армянской народной песни и пляски присвоено имя Т. Алтуняна.
- На доме, где жил Т. Алтунян в Ереване (ул. Московян, 31), установлена мемориальная доска.